# 情熱の薔薇
「情熱の薔薇」（じょうねつのばら）は、日本のロックバンド、THE BLUE HEARTSの通算9枚目のシングル。1990年7月25日発売。

## 解説
レーベル移籍第1弾シングルで、最初で最後のオリコンシングルチャート1位を獲得した作品であり、TBS系ドラマ『はいすくーる落書2』主題歌。
日本の高校野球では、「リンダリンダ」「TRAIN-TRAIN」と共に応援曲として演奏されることがある。

## コマーシャル
2002年、中外製薬のグロンサン強力内服液のCMソングに起用され、2007年にはオリンパスのCMソングにも起用されている。2010年にはクロスカンパニー「earth music&ecology」（秋期）のCMで宮崎あおいが、2011年にはドコモスマートフォンのCMで新井浩文と渡辺謙が、2018年には東芝のCMで有村架純が歌っている。

2021年からはサントリーの「人生には、飲食店がいる。」キャンペーンのCMソングに起用されている（ナレーションは吉高由里子）。

## 絵本
2022年12月10日、楽曲の歌詞を絵本化するプロジェクト「歌詞（うた）の本棚」の一環として、「情熱の薔薇」を題材とした絵本が出版された。

## 収録曲
全編曲：THE BLUE HEARTS
1. 情熱の薔薇
（作詞・作曲：甲本ヒロト）
後に発売された4thアルバム『BUST WASTE HIP』に収録された一発録りバージョンとはアレンジが違い、ラストでドラムの梶原徹也がスティールドラムを叩いたり、真島のギターも3本重なっていたりしている。
ラジオ番組キッズアライブで、渋谷陽一にサビが後半の1回しかないことについて「この頃は屈折した曲作りをしていた？」と問われ、「情熱の薔薇ね、本当に屈折してる」と答えている。
2. 鉄砲
（作詞・作曲：真島昌利）
曲のラスト、ピアノに合わせて入っている妙なコーラス（ミャア〜、ミャア〜、ミャア〜）はレコーディング時に真島が思いつきで入れたもの。甲本がインタビューで「マーシーが突然『俺はミャーミャー言う!』って言い出して聞かなかったんだ」と語っている。また、この奇妙なコーラス部分はEAST WASTE TOURではライブ終了後、メンバーがステージから引き上げた後にCloseing SEとしても使われていた。ライブで一度も演奏されたことがない数少ない曲の中の一曲。

## カバー
情熱の薔薇
- Bank Band（2005年、ライブDVD『ap bank fes '05』に収録）
- the Indigo（2006年、カバー・アルバム『ワンスモア』に収録）
- 和田アキ子（2006年、カバー・アルバム『今日までそして明日から』に収録）
- かりゆし58（2008年、シングル「ナナ」、アルバム『でーじ、かりゆし』に収録）
- RIKI（2010年、カバー・アルバム『男唄』に収録[9]）
- コブクロ（2011年『KOBUKURO LIVE TOUR 2011 “あの太陽が、この世界を照らし続けるように。”』）
- 片平里菜 remixed by 亀田誠治（2016年、コラボレーションアルバム『30th anniversary THE BLUE HEARTS re-mix「re-spect」』に収録[10]）
- 風神RIZING！（2021年、カバー・アルバム『ARGONAVIS Cover Collection -Mix-』に収録）
- かもめ児童合唱団（2021年、アルバム『海に向かって歌う歌』に収録）
- 春日俊彰（オードリー、2022年12月30日放送『クイズ☆正解は一年後』（TBSテレビ）内にてカバー。2023年1月1日に配信リリースされるトリビュート・アルバム『ザ・ブルーハーツ クイズ☆正解は一年後 トリビュート』に収録[11]）